# 相合之物
《相合之物》是淺野倫所創作的日本漫畫，開始連載於《Young Ace》2016年5月號。改編電視動畫於2022年4月6日至6月22日播映。

## 故事概要
納野和是京都和菓子店「綠松」的獨生子，10年前為了音樂夢而離家出走，到東京居住。10年後與志同道合的夥伴們組成的樂隊突然解散，時年32歲的他在意志消沈之際得知父親住院的消息，決定回到京都繼承父業。回到綠松時，卻發現父親身體無恙，而且他決定了已寄住納野家一年的雪平一果將會是綠松的繼承人。一果的父親在一年前的冬天將她託付給綠松，然後下落不明。現在10歲的一果在放學後會在店面認真地幫忙，已成為綠松的看板娘。和的母親眼見一果故作堅強的樣子，希望年紀跟她比較近的和能夠充當她的父親。與此同時，離家10年的他為了當上綠松的繼承人，從基礎開始學習製作和菓子。

## 角色列表

### 主要角色
納野和（聲：島崎信長、渡邊遙（幼年））
本作的男主角。生日為12月15日。10年前為了音樂夢而離家出走，到東京居住。10年後與志同道合的夥伴們組成的樂隊突然解散，時年32歲的他，在意志消沈之際，得知父親住院的消息，決定回到京都繼承家業──和菓子店「綠松」。現在在綠松當見習生。
小時候對和菓子充滿熱情，更曾立志要繼承綠松。然而因為對和菓子投入過多感情，讓他在和菓子被賣出時，常常表現得情緒失控，使店員與客人都很尷尬。家人認為這不是辦法，也不想扼殺和的其他可能性，打算建議他嘗試其他道路，反而讓他開始對家業產生了芥蒂。上高中後，在意氣相投的學長指導下學會了結他，加上祖父過世所產生的打擊，使他放棄了和菓子師傅的道路，改往向音樂發展。
與教他結他的學長關係很好，但在對方畢業後完全失去聯繫。阿和會到東京闖蕩，除了追逐夢想外，很大一部份就是為了尋找學長的下落，但多年毫無收穫下放棄，加上對家鄉的思念，與對和菓子捨棄不了的熱情，使他心裡好早就有了想要離開東京的想法，而樂團解散正好是個契機。
雪平一果（聲：結木梢）
本作的女主角。故事開始的1年前就寄住在納野家的11歲少女，現在是綠松的招牌店員，生日為3月26日。深受納野一家的喜愛，更被阿和的父親決定為綠松未來的繼承人，她本人也很認真的朝這條路邁進，無意讓出繼承綠松的資格。
自從一年前被留在納野家後，就認為是因為自己成為父親累贅而被拋棄，為了護得認同而努力在綠松工作，也為了不給納野家添麻煩而強勉自己。也因為如此，她對散漫的人非常嚴厲，初期在平伍的抱怨下對阿和的印象很不好，認為他是拋棄責任的任性大人，隨時間相處而漸漸把他當可信賴的人。之后与父亲和爷爷相遇，也了解到“累赘”的说法是爷爷说的，在解开误会后接受了父亲。隨劇情推進入學喜多山中學，雖然父母提議讓一果離開綠松以便家人共同生活，但是一果因為喜歡上和菓子與綠松，最終選擇留在納野家生活，定期和父母見面，加入學校的茶道部。
看出美弦與佳乃子對阿和的感情，對兩人的暗中較勁感到壓力。
堀河美弦（聲：鈴木實里）
在綠松打工的女高中生。家中長女，有4個弟弟，因為父母忙於工作，所以擔起家中照料弟弟們的責任。
很喜歡音樂，害怕家人不能接受而選擇隱瞞。私底下會戴著面具在網路上發表演奏影片。有一次的影片不小心暴露了她的現實訊息，被歌迷打電話找上了綠松，讓她非常恐慌。她不願引起麻煩，一度想要放棄音樂，被有過同樣音樂夢的阿和阻止。最後在阿和的幫助下，向父母坦承自己的夢想，而歌迷那邊也被老闆娘的話術化解。事後開始對阿和產生了好感。
漫畫第69話，阿和與美弦趁著美弦生日前小聚，阿和委託店家協助合作、親自製作和菓子「珠帘」，正式婉拒了美弦的單戀情感，但同時表明希望美弦能在音樂領域繼續發展，自己則會做為美弦的音樂夢想的支持者，將綠松準備的遮陽傘贈與她。美弦雖然難過，仍以此經歷創作出新曲「心帘」。
松風佳乃子（聲：高橋未奈美）
阿和的前女友，兩人曾在東京同居，但在和決定返鄉時產生矛盾，兩人最終不歡而散。在和離開東京後，為了轉換心情而到京都旅遊，巧遇迷路的一果，更意外與和重逢。其後搬到京都居住，在和家鄉的茶店「華風園」工作。
現在與和像朋友一樣的相處，但內心對他還是餘情未了。雖然當初和在決定要繼承家業時有邀請佳乃子一起來，但她一時不能接受和放棄堅持多年的音樂夢而反對，甚至脫口說自己比較喜歡西點。本來是希望能藉此阻止和離開東京，沒想到他反誤而以為是佳乃子提出分手而了無牽掛地離開，結果造成雙方都認為是對方甩了自己的尷尬處境。

### 納野家
納野平伍（聲：小山力也）
阿和的父親，綠松的現任店主。身體還很健朗，但在妻子刻意下讓阿和誤以為他重病住院，促使阿和返鄉。
對阿和出外闖蕩的行為非常不滿，但私底很關切阿和返回綠松後的成長。父親一光還在世時因為風格觀點不同，時常在工作上發生摩擦。
納野富紀（聲：大原沙耶香）
阿和的母親，綠松的老闆娘。擔憂著一果總是不依賴他人而勉強自己，但又因為世代差距，認為自己已經無法跟上現代小孩的想法，於是鼓勵阿和來擔任一果父親的角色。
納野倭世（聲：吉田美保）
阿和的祖母。在11年前丈夫去世後，便將綠松交給兒子，在日本到處旅行，很少回家。
納野一光（聲：及川以造）
阿和的祖父。已去世。綠松的創辦者，相當疼愛阿和。習慣將為顧客特別製作的每一種和菓子紀錄成冊。生前和時任居酒屋店主川勝是至交，但由於作風觀點不同時常和平伍發生摩擦，並在事後在川勝的居酒屋吐苦水，其實為平伍的成長欣慰。漫畫第70話在盂蘭盆節期間現身阿和的夢中，給予阿和啟示與勉勵，透露店裡的和菓子「和稜」正是從阿和兒時的圖畫獲得靈感製成，冀盼阿和能夠親自製成。

### 綠松員工
巽政（聲：岩崎博）
在綠松工作的資深和菓子師傅。會催眠術。手藝了得，是著名的和菓子師傅。曾受邀至和菓學校擔任講師。因此受緋色敬仰。
鶴姨（聲：雪野五月）
在綠松工作多年的店員。年少時為藝妓，藝名為「小梅」。女兒春心因嚮往其曾走過的藝伎之路，將其藝名中的「梅」字寄託至外孫女的名字「小梅」及「優梅」。
瀨戶咲季（聲：永塚拓馬）
綠松的師傅。老家是饅頭店。大學畢業後到綠松磨鍊技術。過去曾在女裝咖啡廳打工，喜歡上這種轉換身分的方式。面對家業的壓力，現在會在想轉換心情時男扮女裝的逛街。
私市緋色（聲：早見沙織）
綠松的見習生，比和晚來。曾在大宮的點心製作學校上學兩年，成績優異。因仰慕政的手藝而到綠松見習。

### 雪平家
雪平巴（聲：松岡禎丞）
一果的父親，結他手。將一果託付給綠松後就下落不明。真實身分為阿和高中時的學長，曾教導阿和學會了結他，但在畢業後完全與阿和失去聯繫。
有個不負責任的父親辰倉，對待家庭時好時壞，最終辰倉拋下家人失蹤，巴跟著母親及後者再婚對象生活。但後來父親再次現身時卻開始向巴討要金錢，而巴顧念舊情而時常給予，甚至為此打工。然而長此以往下，巴認為這不是辦法，所以在高中畢業後離開家鄉，想藉此斷絕與父親的聯繫，連姓氏也改成與妻子一樣。當初之所以留下一果，便是因為他再次被父親找上門，為了不牽連家人才再次隱密行蹤，期間他有定期寄錢給納野家。
一果小學畢業後，尊重她的意願讓她留在納野家，定期與一果見面。隨著一果有了自己的手機，開始和一果維持簡訊連絡。漫畫第60話七夕經由阿和與一果安排，與真理在日式咖啡店聚會，透露父親出院後不告而別，品嘗和菓子後直言頗有阿和的風格，順勢發現在店裡偷聽的阿和與一果，點上七夕限定的刨冰請客。
雪平真理（聲：坂本真綾）
一果的母親。已跟丈夫分居5年，現居於法國。
平時忙於工作，所以一果大多是由巴照顧，然而在丈夫失去聯繫後連帶失去了女兒的行蹤，花費很多時間後才在綠松找到一果。原本想帶走一果自己照顧，但最後還是決定尊重女兒的想法讓她留在綠松。起先由於一果沒有手機，須由阿和向其報告她的近況，隨著一果有了自己的手機，開始和一果維持簡訊連絡。漫畫第60話七夕經由阿和與一果安排，與巴在日式咖啡店聚會，透露自己除了擔任旅遊翻譯尚有其他工作，品嘗和菓子和七夕限定的刨冰後給予好評，體認自己與巴的感情連結。
雪平辰倉
漫畫第47話-第48話初登場，一果的祖父。在巴的回憶中是不負責任、拋棄家庭且會貶低虐待巴的男子。過去曾經當著巴的面前稱一果是巴的「累贅」，是造成一果和巴父女產生隔閡的罪魁禍首。在綠松店門外再度遇見一果，出言貶低她，準備離開的時候被巴發現行蹤，但臨時病倒被送進醫院療養。住院期間非但沒有反思自己作為，甚至還表明要摧毀巴的理想。漫畫第60話透露辰倉出院後不告而別。此後去向不明。

### 其他人物
桃瀨小梅（聲：森嶋優花）
鶴姨的外孫女。喜歡《時尚變身甜點戰隊 點心美少女》動畫，經常對阿和使出該劇主角的招式「糰子樂園爆擊」。
曾因幼稚園同學以繪本《梅乾婆婆》取笑其名字的「梅」字而討厭自己的名字。在得知外婆曾以此為藝名，而且桃紅色梅花的花語為「純潔」後，轉而喜歡上這個名字。
桃瀨優梅（聲：綾瀨美優）
鶴姨的外孫女，小梅的妹妹。
春心（聲：小岩井小鳥）
鶴姨的女兒，小梅和優梅的母親，阿和的青梅竹馬。大阿和兩歲。
巧（聲：下妻由幸）
阿和的樂隊夥伴，也是最先宣布解散的人。很早就理解到阿和對家鄉的思念，解散樂隊除了現實考量外，也是希望他能正視自己最想做的事。
川勝
一光的舊友，曾經是白梅町地區居酒屋的店主，經常和一光、倭世往來，一光生前為平伍傷透腦筋時總是在他的店裡喝酒吐苦水，多年前（阿和5歲時）曾經在一光允諾讓他訂個點心時，從阿和當時的圖畫選擇和菓子品項，該和菓子也被一光正式命名「和稜」。10年前收起店鋪，現居住新潟地區。盂蘭盆節期間拜訪綠松，品嚐阿和製作的和菓子「和稜」，為阿和的成長感到欣慰。

## 宣傳
2019年4月7日至9月30日期間，本作跟叡山電鐵舉辦合作活動，活動期間會有合作車廂運行（第723號車），發售合作車票，在鞍馬站展示人型立牌等。在活動開始當日的4月7日，在八瀨比叡山口站舉辦活動，第723號車停泊在2號線月台作展示，設有複製原畫展，並進行了漫畫作者淺野倫的簽名會。
2020年3月8日至6月30日期間，跟位於京都，已創業145周年的和菓子店「鳴海餅本店」舉辦合作活動，活動中重現了在漫畫中出現的和菓子「下萌」。

## 出版書籍

### 漫畫
| 卷數 | KADOKAWA       | KADOKAWA               |
| 卷數 | 發售日期       | ISBN                   |
| ---- | -------------- | ---------------------- |
| 1    | 2016年12月3日  | ISBN 978-4-04-104880-1 |
| 2    | 2017年5月2日   | ISBN 978-4-04-105538-0 |
| 3    | 2017年10月3日  | ISBN 978-4-04-106092-6 |
| 4    | 2018年3月2日   | ISBN 978-4-04-106551-8 |
| 5    | 2018年8月4日   | ISBN 978-4-04-107160-1 |
| 6    | 2018年12月29日 | ISBN 978-4-04-107731-3 |
| 7    | 2019年6月4日   | ISBN 978-4-04-108234-8 |
| 8    | 2019年12月28日 | ISBN 978-4-04-108935-4 |
| 9    | 2020年6月25日  | ISBN 978-4-04-109467-9 |
| 10   | 2020年11月4日  | ISBN 978-4-04-109468-6 |
| 11   | 2021年5月1日   | ISBN 978-4-04-111365-3 |
| 12   | 2021年10月4日  | ISBN 978-4-04-111805-4 |
| 13   | 2022年4月4日   | ISBN 978-4-04-111806-1 |
| 14   | 2022年9月2日   | ISBN 978-4-04-112628-8 |
| 15   | 2023年5月2日   | ISBN 978-4-04-113514-3 |
| 16   | 2023年10月4日  | ISBN 978-4-04-114128-1 |
| 17   | 2024年3月26日  | ISBN 978-4-04-114752-8 |
| 18   | 2025年3月4日   | ISBN 978-4-04-115484-7 |
| 19   | 2025年5月2日   | ISBN 978-4-04-116132-6 |

### 小說
，由香坂茉里執筆著作，原作淺野倫插畫。
| 卷數 | KADOKAWA      | KADOKAWA               |
| 卷數 | 發售日期      | ISBN                   |
| ---- | ------------- | ---------------------- |
| 1    | 2022年4月15日 | ISBN 978-4-04-074505-3 |

## 電視動畫
2021年4月19日，宣佈正在進行動畫化的計劃。8月30日，宣佈改編電視動畫將於2022年首播，並公開主要製作人員陣容和飾演男女主角的聲優。9月15日，公開第1張視覺圖，並開設官方網站。本作參與了同年9月18日、19日於京都舉辦的「京都國際漫畫、動畫節2021」，其中在18日導演追崎史敏和飾演女主角一果的結木梢登台宣傳動畫，活動中亦首次披露本作的首條宣傳片。該宣傳片也在9月21日於「KADOKAWA Anime」YouTube頻道上公開。同日亦公開了11名配角的聲優。
2022年1月28日，宣佈電視動畫將於2022年4月首播。2月18日，宣佈首播日期是4月6日，並公佈主題曲詳情。片頭曲是坂本真綾主唱的《菫》，歌曲創作者是團團轉樂團的主音兼結他手岸田繁。坂本真綾也會在動畫中飾演雪平真理一角。片尾曲是由居住於京都的女性創作歌手ayaho和音樂人曾我淳一組成的特別組合主唱的《這裏的約定》（ここにある約束）。3月19日，於EJ動畫劇場新宿（EJアニメシアター新宿）舉辦先行上映會，先行播映第1、2話，出席者包括聲優島崎信長、結木梢、大原沙耶香和導演追崎史敏。3月31日，公開第2條宣傳片。
動畫播畢後，由KADOKAWA和旅遊公司WILLER共同創辦的Cool Japan Travel（クールジャパントラベル）宣佈舉辦「跟相合之物一起旅遊京都和菓子旅行團」（であいもんと巡る京都和菓子ツアー），共有8月6日至7日，以及8月27日至28日，兩組2日1夜的旅行團，60人成團。行程內容包括參觀和菓子店、品賞和菓子、作者淺野倫的簽名會等。

### 製作人員
- 原作：淺野倫
- 導演：追崎史敏
- 系列構成：吉田玲子
- 人物設定、總作畫監督：澀谷秀
- 道具設計、和菓子作畫：佐藤史曉
- 2D、衣装設計：蓬田佑季
- 美術監督：空閑由美子
- CG監督：山本祐希江
- 攝影監督：松本乃吾
- 編輯：齋藤朱里
- 音樂：高田漣
- 音響監督：森下廣人
- 動畫製作：ENCOURAGE FILMS
- 製作：綠松[3]

### 主題曲
片頭曲「菫」
作詞：坂本真綾，作曲：岸田繁，編曲：岸田繁、扇谷研人，主唱：坂本真綾
片尾曲
作詞、作曲：ayaho，編曲：曾我淳一，主唱：ayaho、曾我淳一
片尾曲（第9話）
作詞、作曲、編曲：高田漣，主唱：納野和（聲：島崎信長）
插曲（第2話）
作詞、作曲：辻亞彌乃，編曲：高田漣，主唱：堀河美弦（聲：鈴木實里）

### 集數列表
| 集數   | 日文標題 | 中文標題   | 編劇     | 分鏡             | 演出             | 作畫監督 | 總作畫監督 | 首播日期 （2022年） |
| ------ | -------- | ---------- | -------- | ---------------- | ---------------- | --- | ---------- | ------------------- |
| 第1話  |          | 和與一果   | 吉田玲子 | 追崎史敏         | 居村雄馬、徐傅峰 | 佐藤史曉、細田沙織 | 澀谷秀     | 4月6日              |
| 第2話  |          | 鳴響四葩   | 吉田玲子 | 追崎史敏         | 大西健太         | 齋藤香織、北島勇樹、佐藤史曉、Synod | 澀谷秀     | 4月13日             |
| 第3話  |          | 夏宵囃子   | 吉田玲子 | 夕澄慶英！       | 上野史博         | 佐藤史曉、細田沙織、Mubon Hyeong Jun Jeon Hyun Jin、菊池一真、權龍狀                                                                     | 澀谷秀     | 4月20日             |
| 第4話  |          | 孟夏綠風   | 雨宮瞳   | 松井仁之         | 島崎奈奈子       | 佐藤史曉、、渡邊圭太、島袋智和 菊池一真、永田有香 Cerberus rere Suwarin Promjutikanon Chotanan Pipobworachai、BIG OWL                    | 澀谷秀     | 4月27日             |
| 第4話  | 消除暑氣 |            | 雨宮瞳   | 松井仁之         | 島崎奈奈子       | 佐藤史曉、、渡邊圭太、島袋智和 菊池一真、永田有香 Cerberus rere Suwarin Promjutikanon Chotanan Pipobworachai、BIG OWL                    | 澀谷秀     | 4月27日             |
| 第5話  |          | 先祖之靈   | 雨宮瞳   | 林直孝           | 外山草           | 何振偉、川本由記子、佐藤史曉 星山企劃、金正林                                                                                            | 澀谷秀     | 5月4日              |
| 第6話  |          | 芋名月     | 吉田玲子 | Royden B         | 居村雄馬         | 細田沙織、佐藤史曉、松下純子 小沼由莉香、Mubon Hyeong Jun Jeon Hyun Jin、Min Hyun Suk Yang Ji Hye、An Hyo Jung、Cerberus                 | 澀谷秀     | 5月11日             |
| 第7話  |          | 秋色中起舞 | 上座梟   | 徐傅峰           | 徐傅峰           | 、Min hyun suk、Yang ji hye 八重樫優翼、米澤怜美、松下純子、徐傅峰 Suwarin Promjutikanon Chotanan Pipobworachai                          | 澀谷秀     | 5月18日             |
| 第8話  |          | 回思栗     | 吉田玲子 | 外山草、追崎史敏 | 小林壽德         | Suwarin Promjutikanon、佐藤史曉 Synod、MABUS Animation                                                                                   | 澀谷秀     | 5月25日             |
| 第9話  |          | 一陽來復   | 上座梟   | 望月智充         | 神崎雄二         | 野上慎也、、 佐藤史曉、小沼由莉香 Suwarin Promjutikanon Chotanan Pipobworachai                                                           | 澀谷秀     | 6月1日              |
| 第10話 |          | 迎春追憶   | 雨宮瞳   | 二村秀樹         | 上野史博         | 佐藤史曉、細田沙織、長橋研太 西川真人、小沼由莉香、閔賢叔、梁知惠 Chotanan Pipobworachai Suwarin Promjutikanon                           | 澀谷秀     | 6月8日              |
| 第11話 |          | 善哉       | 上座梟   | 夕澄慶英！       | 外山草           | 何振偉、川本由記子、米澤憐美、佐藤史曉 Suwarin Promjutikanon Chotanan Pipobworachai 閔賢叔、權勇上 無錫星月影視動畫製作有限會社 星山企劃 | 澀谷秀     | 6月15日             |
| 第12話 |          | 春曉與鯛   | 吉田玲子 | 追崎史敏         | 居村雄馬         | 澀谷秀、佐藤史曉 細田沙織、長橋研太 無錫星月影視動畫製作有限會社                                                                         | 澀谷秀     | 6月22日             |

### 播映平台
日本深夜動畫：下文記載的日本国内播放時間使用日本標準時間（UTC+9）表示。因為部分時間标识會採用30小时制，因此請留意这类超过24:00的时间，其實際播放時間為翌日清晨。
| 播放日期              | 播放時間（UTC+9）   | 播放電視台 | 播放地區 | 備註             |
| --------------------- | ------------------- | ---------- | -------- | ---------------- |
| 2022年4月6日－6月22日 | 星期三 23:30－24:00 | AT-X       | 日本全國 | 衞星廣播，有重播 |
| 2022年4月6日－6月22日 | 星期三 25:35－26:05 | TOKYO MX   | 東京都   |                  |
| 2022年4月6日－6月22日 | 星期三 25:35－26:05 | KBS京都    | 京都府   |                  |
| 2022年4月7日－6月23日 | 星期四 24:00－24:30 | SUN電視台  | 兵庫縣   |                  |
| 2022年4月8日－6月24日 | 星期五 23:00－23:30 | BS11       | 日本全國 | 衞星廣播         |

| 播映地區         | 播映平台                                                                                | 播映日期              | 播映時間              | 備註          |
| ---------------- | --------------------------------------------------------------------------------------- | --------------------- | --------------------- | ------------- |
| 亞洲、大洋洲     | Ani-One Asia YouTube頻道                                                                | 2022年4月6日－6月22日 | 星期三 23:30（UTC+8） | [ 35 ]        |
| 臺灣             | 巴哈姆特動畫瘋、KKTV、friDay影音、myVideo、Hami Video、中華電信MOD、LINE TV、CATCHPLAY+ | 2022年4月6日－6月22日 | 星期三 23:30（UTC+8） | [ 36 ] [ 37 ] |
| 香港、澳門、臺灣 | bilibili                                                                                | 2022年4月6日－6月22日 | 星期三 23:30（UTC+8） | [ 38 ]        |
| 中國大陸         | 哔哩哔哩                                                                                | 2022年6月8日－6月22日 | 星期三 23:30（UTC+8） | [ 39 ]        |

## 外部連結
- 漫畫連載網站（日語）
- 電視動畫官方網站（日語）
- 電視動畫的X（前Twitter）（日語）